# Allergie à la chlorpromazine
Cet article décrit les critères administratifs pour qu'une allergie à la chlorpromazine soit reconnue comme maladie professionnelle.
Cet article relève du domaine de la législation sur la protection sociale et a un caractère davantage  juridique que médical.

## Législation enFrance

### Régime général
| Fiche Maladie professionnelle | Fiche Maladie professionnelle | Fiche Maladie professionnelle |
| Ce tableau définit les critères à prendre en compte pour qu'une affection provoquée par la chlorpromazine soit prise en charge au titre de la maladie professionnelle | Ce tableau définit les critères à prendre en compte pour qu'une affection provoquée par la chlorpromazine soit prise en charge au titre de la maladie professionnelle | Ce tableau définit les critères à prendre en compte pour qu'une affection provoquée par la chlorpromazine soit prise en charge au titre de la maladie professionnelle |
| Régime Général. Date de création : 26 décembre 1957 | Régime Général. Date de création : 26 décembre 1957 | Régime Général. Date de création : 26 décembre 1957 |
| Tableau N° 38 RG | Tableau N° 38 RG | Tableau N° 38 RG |
| Maladies Professionnelles engendrées par la chlorpromazine | Maladies Professionnelles engendrées par la chlorpromazine | Maladies Professionnelles engendrées par la chlorpromazine |
| --- | --- | --- |
| Désignation des Maladies | Délai de prise en charge | Liste indicative des principaux travaux susceptibles de provoquer ces maladies                                                                                        |
| Lésions eczématiformes récidivant en cas de nouvelle exposition ou confirmées par un test épicutané.                                                                  | 15 jours | Travaux comportant la manipulation ou l'emploi de la chlorpromazine, notamment :                                                                                      |
| Conjonctivite aiguë bilatérale. | 7 jours | Travaux de conditionnement de la chlorpromazine. |
| | | Application des traitements à la chlorpromazine. |
| Date de mise à jour : 11 février 2003 | | |

### Régime agricole
| Fiche Maladie professionnelle | Fiche Maladie professionnelle | Fiche Maladie professionnelle |
| Ce tableau définit les critères à prendre en compte pour qu'une affection provoquée par la chlorpromazine soit prise en charge au titre de la maladie professionnelle | Ce tableau définit les critères à prendre en compte pour qu'une affection provoquée par la chlorpromazine soit prise en charge au titre de la maladie professionnelle | Ce tableau définit les critères à prendre en compte pour qu'une affection provoquée par la chlorpromazine soit prise en charge au titre de la maladie professionnelle                                                                     |
| Régime Agricole. Date de création : 17 juin 1955 | Régime Agricole. Date de création : 17 juin 1955 | Régime Agricole. Date de création : 17 juin 1955 |
| Tableau N° 26 RA | Tableau N° 26 RA | Tableau N° 26 RA |
| Maladies Professionnelles engendrées par la chlorpromazine | Maladies Professionnelles engendrées par la chlorpromazine | Maladies Professionnelles engendrées par la chlorpromazine |
| --- | --- | --- |
| Désignation des Maladies | Délai de prise en charge | Liste indicative des principaux travaux susceptibles de provoquer ces maladies |
| Conjonctivite aiguë bilatérale confirmée par tests épicutanés. | 15 jours | Travaux comportant la manipulation ou l'emploi de la chlorpromazine ou de produits en renfermant effectués : |
| | | 1) dans les organismes agricoles de production, de stockage et de vente d'aliments du bétail ; 2) dans les services médicaux ou médico-sociaux dépendant d'organismes ou d'institution relevant du régime agricole de protection sociale. |
| Lésions eczématiformes (cf. tableau 44) | Cf. tableau 44 | Soins donnés au bétail |
| Date de mise à jour : 15 janvier 1985 | | |

## Chlorpromazine
La chlorpromazine est historiquement le premier médicament antipsychotique. Elle a été utilisée dans les années 1950 et 1960. Vendue sous forme de chlorhydrate de chlorpromazine (surnommée la « matraque liquide »), elle est sédative, calmante, elle a un effet antihypertenseur, elle est antiémétique, et possède des effets anticholinergiques et antidopaminergiques. Elle est aujourd'hui considérée comme un antipsychotique typique.
Classée comme antipsychotique de faible puissance, elle est utilisée dans le traitement des psychoses aiguës et chroniques, comme la schizophrénie et les phases maniaques du trouble bipolaire. On l'utilise aussi dans le traitement de la porphyrie, du tétanos, de certains problèmes liés à la croissance chez l'enfant, et comme préanesthésique.

### Histoire
La chlorpromazine est issue de recherches sur la famille des phénothiazines menées par le laboratoire Rhône-Poulenc. À partir du noyau de phénothiazine, c'est toute une série d'antihistaminiques (antiallergiques) qui ont été mis au point, comme le Phénergan, l'Antergan, etc. Ces produits présentent un effet secondaire sédatif.
Henri Laborit (1914-1995) chirurgien de la Marine, alors en poste au Val de Grâce, menait des recherches depuis la Guerre, sur le choc ou maladie post-opératoire. C'est en plaçant des cochons d'Inde (fragiles au niveau tissulaire) en état de choc traumatique pour lutter contre ce syndrome, qu'il  débute l'utilisation d'antihistaminiques (anti-histamine libérée dans les états de choc) dont les échantillons lui sont fournis par Rhône-Poulenc.[réf. nécessaire]
Utilisés seuls, ces produits ne peuvent rien contre le choc. Laborit, avec l'aide de Pierre Huguenard (fondateur de l'anesthésie en France), mélange différents anti-histaminiques au sein de ce qu'ils appellent désormais des cocktails lytiques. Laborit remarque que ses patients sont détendus avant l'opération dont ils récupèrent parfaitement, et qu'en outre, l'usage de ses cocktails lui permet d'opérer quasiment sans anesthésique (première phase) qui l'entraîne sur la voie de l'anesthésie sans anesthésique et de l'anesthésie potentialisée.
Très intrigué par ce qu'il décrit comme « un effet de désintéressement », il demande à Rhône-Poulenc une molécule qui présenterait cet effet non pas en effet secondaire, mais en qualité centrale. Il s'agit du 4560 RP, écarté par Rhône-Poulenc (car trop sédatif et pas assez anti-histaminique). Laborit l'expérimente avec une collègue psychiatre (Cornélia Quarti en 1951)
mais cette expérience restera inédite.
Laborit, qui comprend l'intérêt de cette molécule pour la psychiatrie, demande aux psychiatres du Val de Grâce d'essayer la molécule (Hamon, Paraire et Velluz). 
Les psychiatres ne disposent alors que des cures de sommeil (barbiturates) ou des thérapies de choc pour tenter de traiter des patients qui sont destinés le plus souvent, à passer leur vie à l'asile. Les psychiatres du Val de Grâce essaient la molécule en association avec des cures de sommeil et ratent l'effet central de la molécule. 
Le gendre de Pierre Deniker (assistant de Jean Delay à Sainte-Anne) assiste aux réunions hebdomadaires que Laborit tient au Val de Grâce et où il énonce ses résultats. Il sensibilise Deniker aux promesses du 4560 RP. Delay et Denicker débutent alors des tests systématiques de la molécule et observent des effets spectaculaires : les catatoniques reprennent la parole et sont accessibles à la psychothérapie. Les agités maniaques se calment, cessent de hurler et s'alimentent normalement, l'asile, lieu de bruits et de fureur, change radicalement.
C'est le début de ce qui deviendra le premier neuroleptique (qui suspend le nerf) et qui va se propager en Europe dans un premier temps (Denicker sillonne les asiles d'Europe avec des échantillons de la chlorpromazine). Puis c'est au tour des États-Unis d'adopter la molécule par l'intermédiaire de Heinz Lehmann.
La chlorpromazine (ou large action) commercialisé dès 1952, c'est-à-dire pendant qu'il était testé en psychiatrie, n'est pas mis sur le marché comme un médicament spécifique du traitement de la psychose. Ses premières indications sont vastes, elles s'étendent du prurit du nourrisson aux règles douloureuses. Néanmoins, l'usage du chlorpromazine amène Denicker et Delay à repenser totalement la catégorisation des maladies mentales et à inventer le terme de neuro-leptique.
Cette découverte majeure des qualités centrales d'une molécule issue des phénothiazines, ne fera pourtant pas l'objet d'un prix Nobel pour Henri Laborit. Il partagera le prix Albert-Lasker (petit Nobel Américain) avec Lehman et Denicker en 1957, tandis que Daniel Bovet obtient le prix Nobel la même année, pour la découverte des antihistaminiques.

### Données professionnelles
Sont exposés les salariés de l'industrie pharmaceutique dans les laboratoires où l'on fabrique la chlorpromazine et surtout les professionnels de santé administrant le médicament (surtout par voie injectable). Notons que la chlorpromazine a été largement supplantée par d'autres neuroleptiques et est actuellement très peu utilisée.

### Données médicales
Sur le plan professionnel le produit est responsable de manifestations allergiques, essentiellement des dermites de contact (lésions eczématiformes) et accessoirement en cas de dissémination de particules dans l'atmosphère, de conjonctivites.
Comme toute affection de mécanisme allergique, la prise en charge au titre de la maladie professionnelle est subordonnée à la constatation d'une récidive après nouvelle exposition ou à la réalisation d'un test épicutané.

## Sources spécifiques
- (fr) Tableau N° 38 des maladies professionnelles du régime Général
- (fr) Tableau N° 26 des maladies professionnelles du régime Agricole

## Sources générales
- (fr) Tableaux du régime Général sur le site de l’AIMT
- (fr) Tous les tableaux du régime Général
- (fr) Tous les tableaux du régime Agricole
- (fr) Guide des maladies professionnelles sur le site de l’INRS

## Autres liens
- (fr) Maladies à caractère professionnel

## Internationalisation
- (fr) Liste Européenne des maladies professionnelles
- (fr) Liste des maladies professionnelles au Sénégal
- (fr) Liste des maladies professionnelles en Tunisie